# Frank Siciliano
Frank Siciliano, pseudonimo di Matteo Podini (Treviso, 1979), è un rapper, beatmaker e regista italiano.
Il nome d'arte è nato grazie a DJ Shocca, che Frank ha chiamato in un'intervista «il nostro spacciatore ufficiale di soprannomi». Inizialmente il nome era solo Frank, mentre Siciliano fu aggiunto in seguito dall'artista per celebrare dei parenti che vivevano in Sicilia.

## Biografia

### Primi anni e Centro13 (1994-1999)
Frequenta il liceo artistico tra il 1994 al 1999, passando all'accademia delle belle arti a Bologna tra il 2000 e il 2005. Intraprende la carriera musicale entrando nei Centro13, gruppo formato anche dai rapper Ciacca e Mistaman e da DJ Shocca, pubblicando il demo Questi sono i fatti nel 1995 e l album Acciaio nel 1999. Intorno allo stesso periodo collabora con il rapper Ozono, dando vita ai Boockmakers; con lo stesso Ozono e i Centro13, Frank Siciliano fonda il collettivo Centro della Terra Crew, composto anche da Herman Medrano e La Cuuda.

### Monkey Island e Unlimited Struggle (1999-2008)
Dopo lo scioglimento del gruppo, avvenuto nel 1999, Frank Siciliano pubblica nel 2000 il suo primo album solista: Monkey Island, interamente prodotto dall'amico Shocca. L'album presenta otto brani dove Frank collabora con altri rapper già noti come i già citati Ciacca, Medrano, Mistaman e La Cuuda. Il brano Tra le dita, già presente in Monkey Island, viene inserito nell'album Z000 di DJ Zeta. Nel 2001, Frank produce la traccia 160x50 nell'album omonimo di Herman Medrano, nello stesso anno collabora con Mista nei brani Colpi in aria e Si sa nell'album Colpi in aria. Nel 2002 Frank è presente nell'album Atlantide 4et di Atlantide 4et con la traccia XXX. Nel 2003 Frank apre insieme a Nicola Artico la Frame24, una casa di videomaking che fra i tanti suoi progetti realizza i video per la Unlimited Struggle.
Nel 2004 collabora con DJ Shocca al brano Notte blu, contenuto nell'album 60hz, con Marya in No Doubt (sopra un beat di Zonta nell'album Boanerghes - La figlia del tuono), con Bassi Maestro in Mostra un po' d'amore (nell'album L'ultimo testimone) e con Zampa dove produce e rappa insieme a Zampa e Mista la traccia Oggi nell'album Lupo solitario. Nello stesso anno fonda insieme a Mistaman, Stokka e Madbuddy, DJ Shocca e Ghemon il collettivo Unlimited Struggle, dove ricopre il ruolo di rapper, beatmaker e videomaker. Nel 2005 collabora con Mistaman nell'album Parole nelle tracce Che farai? ed I Got Soul, mentre l'anno successivo collabora con DJ Fede nella traccia Vorrei nella compilation Rock the Beatz; contemporaneamente fa un feat con il rapper Giuann Shadai nella traccia Ci si chiama nell'album Robots e con Inoki nella traccia Per un bis nell'album The Newkingztape Vol. 1.
Nel 2007 rinnova la collaborazione con Ghemon partecipando al brano L'amore, presente in La rivincita dei buoni; in quell'anno inoltre Frank Siciliano e DJ Shocca si occupano delle produzioni dell'album dell'Unlimited Struggle Struggle Music. Nel 2008 collabora con Mistaman nella traccia Mille richiami, contenuta nell'album Anni senza fine, e con i Micromala nell'album Colpo grosso, duettando con loro nel brano Un giorno perfetto. Nel 2009 collabora con Cali producendo e rappando nel brano Non bene dell'album L'odio del mondo rese l'uomo schiavo dell'amore.

### L.U.N.A. (2012-recente)
Nel 2012 Frank Siciliano collabora con il duo palermitano Stokka & MadBuddy al brano Linee, contenuto in Bypass. L'anno dopo collabora con Ghemon nel mixtape Aspetta un minuto con il brano Tutto si risolverà e con Mecna in Più o meno (contenuto in Disco Inverno).
Nel 2015 esce il suo secondo album da solista, L.U.N.A., un album composto da 14 tracce con diverse collaborazioni con gli artisti della Unlimited Struggle come Ghemon, Cali, Mistaman e Stokka & Madbuddy. Lo stesso anno collabora con Louis Dee con la traccia Eredità nell'album Sto bene all'inferno. Due anni più tardi torna a collaborare con vari artisti: con Stokka & Madbuddy nel loro album La cura del microfono, precisamente nel brano Fuori dalla scatola, con Mistaman in Dritto in faccia. Nel 2019 collabora con Stokka, MadBuddy e DJ Shocca nel brano La volta buona.

## Discografia

### Da solista
Album in studio
- 2000 – Monkey Island (con Shocca)
- 2015 – L.U.N.A.

EP
- 2017 – Senza gravità

### Con i Centro 13
- 1995 – Questi sono i fatti (demo)
- 1999 – Acciaio

### Con la Unlimited Struggle
- 2007 – Struggle Music
- 2014 – Posse Cut

### Collaborazioni
- 1998 – Rigaz comprende feat La Cuuda. Album: Dirotta su cuuda
- 1999 – Questi sono i fatti feat Centro 13. Album: Acciaio
- 2000 – The Next Ounce ft Herman Medrano. Album:160 x 50 (Herman Medrano)
- 2000 – Tra le dita feat Dj Zeta. Album: z000 (Dj zeta)
- 2001 – Poveri vecchi feat. Stokka & MadBuddy, Rookie, Mistaman e Tsu - . Album: Rime e ragioni (Tsu)
- 2001 – Colpi In Aria feat Mistaman & Si Sa Album: Colpi In Aria (Mista E Shocca)
- 2002 – XXX feat Jacky Blu, Atlantide 4et. Album: Atlantide 4et (Atlantide 4et)
- 2004 – Mostra Un Pò D'amore feat Bassi Maestro. Album: L'Ultimo Testimone (Bassi Maestro)
- 2004 – Notte blu. Album:60hz (Dj Shocca)
- 2004 – No Doubt feat Marya. Album: Boanerghes - La Figlia Del Tuono (Marya)
- 2004 – poveri vecchi feat Tsu mistaman, stokka e madbuddy album:rime e ragioni(Tsu)
- 2004 – Oggi feat Mistaman, Zampa. Album: Lupo Solitario (Zampa)
- 2005 – Che Farai? feat Mistaman & I Got Soul feat Frank Siciliano, Surow. Album: Parole (Mistaman)
- 2006 – Per Un Bis feat Mistaman, Sandro, inoki Prod By Dj Shocca. Album: The Newkingz Tape (Inoki)
- 2006 – Ci Si Chiama feat Robots Giuann, Mistaman. Album: Robots (Giuann Shadai)
- 2006 – Vorrei prod Dj Fede. Album: Rock The Beatz (Dj Fede)
- 2007 – L'Amore feat Ghemon Scienz. Album: La Rivincita Dei Buoni (Ghemon Scienz)
- 2008 – Mille Richiami feat Mistaman.Album: Anni Senza Fine (Mistaman)
- 2008 – Un Giorno Perfetto feat Micromala. Album: Colpo Grosso (Micromala)
- 2012 – Linee feat Stokka & MadBuddy. Album = #Bypass (stokka & madbuddy)
- 2013 – Tutto si risolverà ft ghemon. Album: Aspetta un minuto mixtape (Ghemon)
- 2017 – Più o meno feat Kiave & Mecna. Album : Disco Inverno (Mecna)
- 2017 – Fuori Dalla Scatola feat Mistaman,Dj Shocca, Stokka & Mad Buddy.Album : La Cura Del Microfono (Stokka & Mad Buddy)
- 2017 – Eredità feat Louis Dee. Album: Sto Bene All'Inferno (Louis Dee)
- 2017 – Dritto in faccia feat mistaman e dj shocca
- 2019 – La volta buona feat Stokka e MadBuddy prod by Dj Shocca
- 2022 - Desideri (feat. Ghemon & Frank Siciliano). Album: House Party (Deda)
- 2023 - Senza di te (feat. Mistaman & Frank Siciliano). Album: Sacrosanto (DJ Shocca)

### Altre collaborazioni come produttore-beatmaker
- 2000 – The Next Ounce feat Herman Medrano. Album:160 x 50 (Herman Medrano)
- 2005 – Dimentica feat Stokka e Madbuddy. Album: Block notes (Stokka & Madbuddy)
- 2009 – Non Bene feat Ghemon. Album: L'odio del mondo rese l'uomo schiavo dell'amore (Cali)
- 2012 – Nella casa feat Stokka & MadBuddy e Dj Shocca. Album: Bypass (Stokka e Madbuddy)
- 2013 – Testa a posto feat Ghemon. Album:Aspetta un minuto (Ghemon)
- 2017 – Grazie mille feat Mecna. Album: Disco inverno (Mecna)